# Tenebra di luce
Tenebra di luce (Gravelight, 1997) è un romanzo dell'autrice statunitense Marion Zimmer Bradley, pubblicato in Italia da TEA nel 1999. 
È il seguito di Spirito di luce e Magia di luce e dà vita al Ciclo delle avventure nel paranormale, serie che riprende una vecchia passione dell'autrice: i romanzi con forti accenti di occultismo ed elementi inerenti ai generi gotico e paranormale. 

## Trama
Regione desertica degli Appalachi. Giorni nostri. Sulle vecchie rovine di un sanatorio perduto in questa zona senza tempo degli Stati Uniti, un territorio che sembra sospeso oltre il tempo e lo spazio, si incrociano i destini di tre personaggi molto diversi fra loro: il giovane, ricco e alcolizzato, Wycherly Musgrave; la promettente attrice Sinah Dellon, assorbita in un circolo di potere telepatico che le crea problemi; e la tormentata Verity Jourdemayne... Tutti e tre convocati presso le rovine del vecchio sanatorio Wildwood da una forza senza tempo che è in cerca di sacrifici.

## Edizioni
- Marion Zimmer Bradley, Tenebra di Luce, TEA,  pp. 321, cap. 19, ISBN 88-7818-242-7.